# Tmesipteris truncata
Tmesipteris truncata (Tmesipteris oblanceolata) — эпифитный папоротник из рода Тмезиптерис (Tmesipteris) семейства Псилотовые (Psilotaceae). Растет в Австралии, Новой Каледонии, Новой Зеландии и на нескольких островах архипелага Вануату. Также его называют вилочным папоротником. Впервые описан шотландским ботаником Робертом Броуном в 1810 году как Psilotum truncatum, современное название ему дал Никез Огюстен Дево. Это растение — обладатель крупнейшего известного генома.

## Биологическое описание
Это невысокое, невзрачное растение, у которого даже нет собственных корней и листьев. Стебли длиной от 15 до 30 см, большей частью неразветвленные. У основания стебля три или четыре бороздки. Растение не имеет настоящих листьев; то, что кажется листьями — это сплющенные стебли. Листья – уплощённые, видоизменённые стебельки-веточки, ответвляющиеся от главного стебля, листья укорочены у основания, короче и на верхушке стеблей. Листья узкие, линейно-продолговатые по форме; длина от 15 до 25 мм, ширина от 2 до 5 мм. Средняя жилка листа заканчивается тонкой точкой. Спорангии имеют длину от 3 до 5 мм.
Среда обитания этого папоротника — тропические леса, растет под водопадами, в оврагах из песчаника. Обычно рассматривается как эпифит или литофит,   часто его можно встретить растущим на основании Королевского папоротника (Todea barbara), но иногда может встречаться и как самостоятельное наземное растение.

## Геном
В 2024 году ученые из Королевских ботанических садов Кью (RBG Kew), Ботанического института Барселоны (IBB-CSIC) и ряда других организаций обнаружили, что данный папоротник является обладателем крупнейшего известного на данный момент генома среди всех известных организмов. Размер генома определяли на проточном цитометре путём измерения флуоресценции ядер после окрашивания флуоресцентным красителем. Оказалось, что геном растения состоит из 160,45 миллиарда пар нуклеотидных оснований, что более чем в 50 раз больше, чем геном человека. Папоротник превзошел на 7% японское цветковое растение Paris japonica, которое удерживало рекорд по длине ДНК с 2010 по 2024 год. Полная длина ДНК из одного клеточного ядра папоротника Tmesipteris oblanceolata при развертке может превышать 100 метров.